# Girolamo Poloni
Girolamo Poloni (Martinengo, 13 novembre 1877 – Milano, 1º aprile 1954) è stato un pittore italiano.

## Biografia
I suoi genitori furono Battista Poloni e Rosa Conti. Girolamo, dopo il liceo, completò la sua formazione a Milano, presso l'Accademia di Brera. Qui diventa allievo di Lodovico Pogliaghi, sotto la cui direzione eseguirà uno dei suoi maggiori lavori: il restauro al Sacro Monte di Varese. Nel 1902 si sposa con Luigia Doria nel suo paese natale. Dall'unione nasceranno quattro figli: Andrea, nato il 10 novembre 1902 e morto in tenerissima età, Giuseppina (17 settembre 1905), Rosa (11 ottobre 1907) e Maria Giovanna (17 settembre 1910).
Poloni terrà per due anni una cattedra a Brera ma decide di rinunciare al suo ruolo di insegnante per ritornare a lavorare nel suo studio di Martinengo. 
Fu un artista schivo, non era attratto dalla mondanità e mai entrò a far parte di alcun circolo artistico. Nel 1928 Ludovico Pogliaghi così lo descrive: "È un uomo nato in ritardo di tre secoli. La sua epoca sarebbe stata il Seicento tanto egli sa trasfondere nel colore l'aria e l'impressione di quel tempo". 
La sua produzione fu principalmente caratterizzata dalla realizzazione di opere con la tecnica dell'affresco. Si possono trovare diversi suoi lavori a Martinengo, sua cittadina natale e nella provincia oltre che in Brianza, in Piemonte e in Svizzera. 

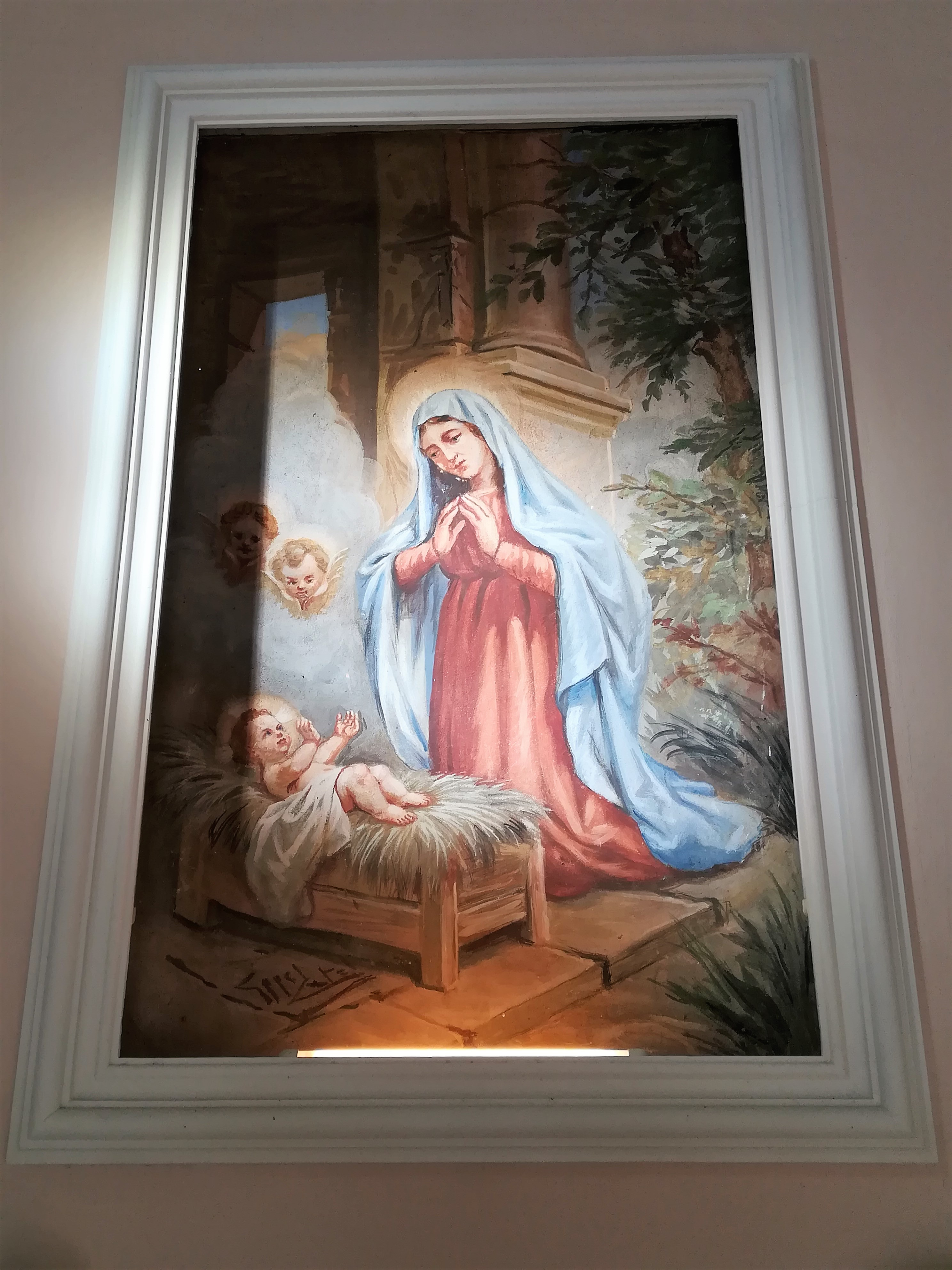
Natività di Gesù. Girolamo Poloni. Chiesa della Madonna del Ponte, Romano di Lombardia BG.

Nel 1910, a Martinengo, dipinge i quattro medaglioni sulla volta dell'abside e restaura gli affreschi della transenna pontile del Monastero dell'Incoronata, con l'aiuto del concittadino Tito Poloni, anch'egli restauratore ed affreschista. Nel 1937 realizza l'affresco dell'altare del Sacrario dei Caduti, ex Cappella delle Clarisse, rappresentando il Cristo sofferente che sostiene un soldato morente. Nel 1950 dipinge la pala d'altare per il Monastero dell'Incoronata, che raffigura la Santa Paola Elisabetta Cerioli. Sono suoi anche gli affreschi che decorano la facciata della Cappella Centrale del Cimitero e il tondo centrale sulla facciata della chiesa della Madonna della Fiamma. 
Numerose sono le opere realizzate per le chiese della diocesi di Bergamo: nel 1905 decora la volta della chiesa parrocchiale di Arcene e la chiesa di Pagazzano, aiutato dal doratore Luigi Bergamelli. Nel 1907 dipinge le medaglie presenti nella parte centrale delle finestre della chiesa di Tagliuno. Nel 1909 partecipa alla decorazione della volta nella chiesa di Cavernago. Tra il 1910 e il 1912 esegue alcuni degli affreschi delle volte e dell'abside nella parrocchia di Sotto il Monte assieme a Umberto Marigliani, Alberto Maironi e Abramo Spinelli. Sempre sue sono le dieci figure monocromatiche di Santi nella chiesa di S. Ambrogio a Verdellino. Nel 1913 riceve l'incarico di dipingere tre medaglie sulla volta della chiesa parrocchiale di Comun Nuovo. Nel 1922, insieme a Giuseppe Gaudenzi, affresca la volta della parrocchiale di Nona in Valle di Scalve. Altri lavori realizzati nelle chiese della provincia di Bergamo sono: gli affreschi della cupola nella parrocchiale di Rovetta, eseguiti con i fratelli Zappettino, a Romano di Lombardia dipinge L'Immacolata con S. Antonio e S. Defendente, un olio su tela eseguita nel 1921 per la chiesa di San Defendentino; la Natività di Gesù, in una nicchia sopra l'altare della Chiesa della Madonna del Ponte e, sotto i Portici della Misericordia, l'affresco della Deposizione di Gesù, realizzato per ricordare l'Anno Santo della Redenzione, come risulta dalla scritta in latino nel fregio. Nel 1932 dipinge inoltre l'affresco della Madonna del Soccorso nella tribulina dei Morti del Dosso a Sola.

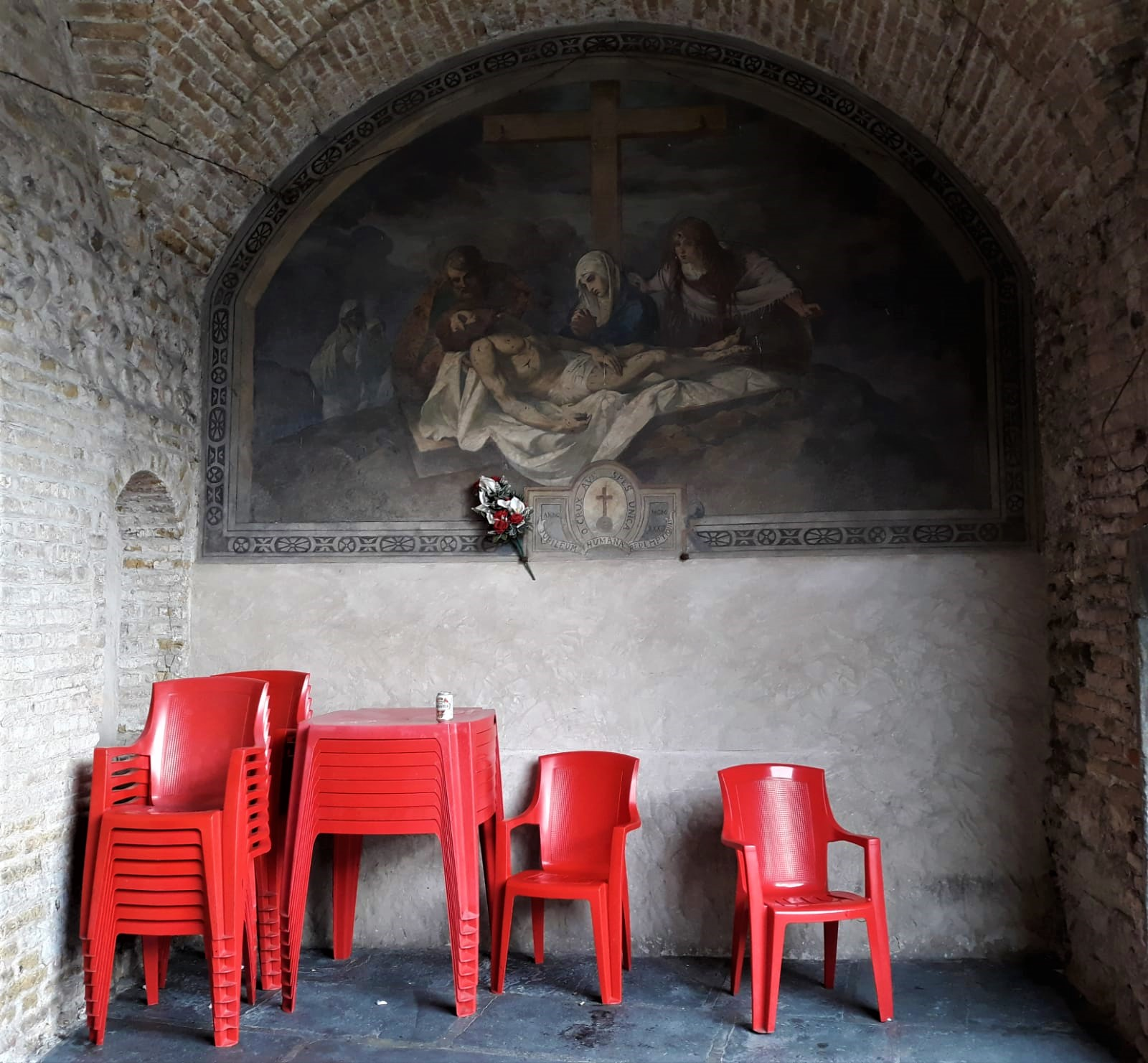
I Portici della Misericordia ai tempi del Coronavirus. Romano di Lombardia 13 marzo 2020. Sullo sfondo: "Deposizione dalla Croce" di Girolamo Poloni - Anno Santo di Redenzione 1933.

Girolamo Poloni è probabilmente più conosciuto in Brianza, Piemonte e in Svizzera che a Martinengo e nel bergamasco. La decorazione della Sala delle Cariatidi al Castello del Valentino a Torino è opera sua. Suoi sono pure l'affresco nella grande cupola della chiesa di Marzio e molti altri affreschi in diverse chiese Varese, Casbeno, Luvinate, Angera, Busto Arsizio, Arogno, Gorgonzola, Genova, Cuneo e Cadenabbia. Sono da citare in particolare L'Ultima Cena nella basilica di San Giovanni a Busto Arsizio e il restauro di ben undici cappelle al Sacro Monte di Varese, realizzato sotto la guida del professor Lodovico Pogliaghi dal 1922 al 1928. Diverse sono le fonti che documentano questo lavoro di Poloni: il 18 ottobre 1922 ne parla L'Eco di Bergamo, nel giugno 1923 il Liber Cronicon del Santuario, pubblicando il resoconto dei lavori eseguiti fino a quella data, nel 1926 ne parla il giornale Il Luce di Varese. La critica è unanime nel definire Poloni bravo pittore nel restauro degli affreschi superstiti e nella creazione di nuovi. 
Il 5 novembre 1983 però, riguardo al restauro presso il Sacro Monte di Varese, apparve sul Giornale Nuovo di Milano un articolo nel quale Poloni viene definito, in maniera frettolosa, "sconosciuto e poco più che imbianchino". Come smentita rimangono le numerose e pregevoli opere eseguite dall'artista e una ricca bibliografia critica.
Poloni ha eseguito anche diverse tele, in particolare ritratti a olio raffiguranti familiari ed amici: una produzione di carattere privato nella quale purtroppo il suo talento non è pienamente espresso. In Martinengo Antica e Nuova. di A. Ubiali e A. Bonzano (1961) si legge infatti: "Era artista che chiedeva spazio per poter soddisfare fino all'intimo i suoi istinti creativi. Quando era costretto al piccolo quadro egli spariva."
Il primo aprile del 1954, a Milano, Girolamo Poloni muore improvvisamente in casa di una delle figlie. Il 3 aprile viene sepolto a Martinengo.
Girolamo Poloni fu il nonno materno del cartoonist Bruno Bozzetto.